# شبه‌جزیره اسکاندیناوی

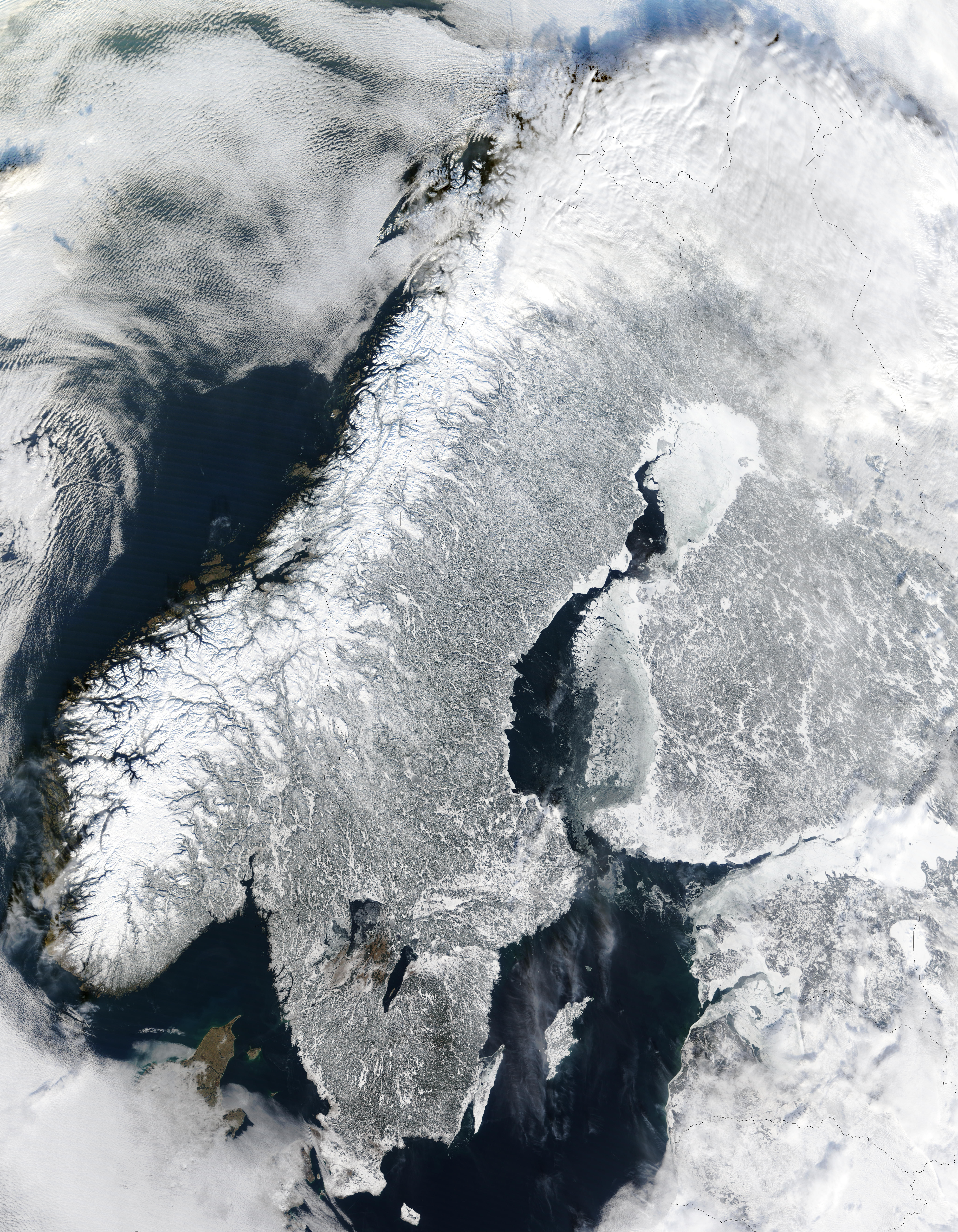
شبه جزیره اسکاندیناوی

شبه جزیره اِسکاندیناوی (به انگلیسی: Scandinavian Peninsula) منطقه‌ای جغرافیایی در شمال اروپا است که شامل قلمروهای اصلی نروژ و سوئد و دانمارک و قسمت شمالی فنلاند است. کلمهٔ اسکاندیناوی از واژهٔ اسکانیا آمده است که منطقه‌ای در انتهای جنوبی شبه جزیره است.

## مختصات جغرافیایی
شبه جزیره اسکاندیناوی ۱٬۸۵۰ کیلومتر طول و بین ۳۷۰ تا ۸۰۵ کیلومتر عرض آن است. دارای مساحت تقریبی برابر ۷۷۷٬۰۰۰ کیلومتر مربع می‌باشد.
رشته کوه‌های اسکاندیناوی مرزهای بین این سه کشور را مشخص می‌کند و همین‌طور تا مناطق مرکزی جنوب نروژ ادامه پیدا می‌کند. شبه جزیره توسط آبهای زیادی محصور شده است:
- دریای بالتیک (شامل خلیج بوتنی) به سمت شرق، با جزیره خودمختار آلند بین سوئد و فنلاند و گاتلند.
- دریای شمال (شامل کتگت و اسکاگرک) به سمت غرب و جنوب‌غربی
- دریای نروژ به سمت غرب
- دریای بارنتس به سمت شمال

## نگارخانه

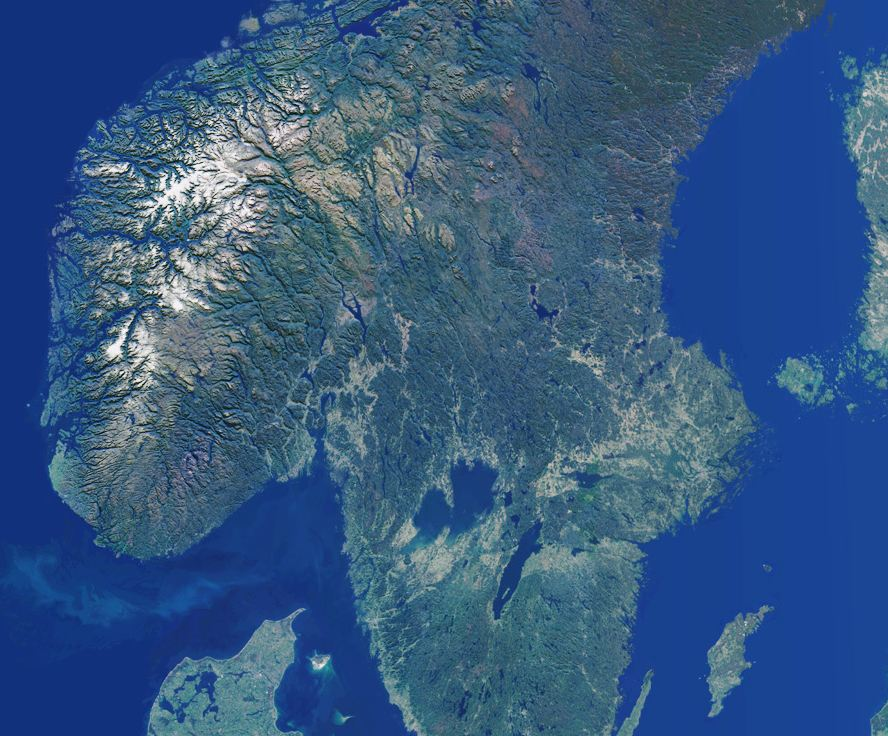
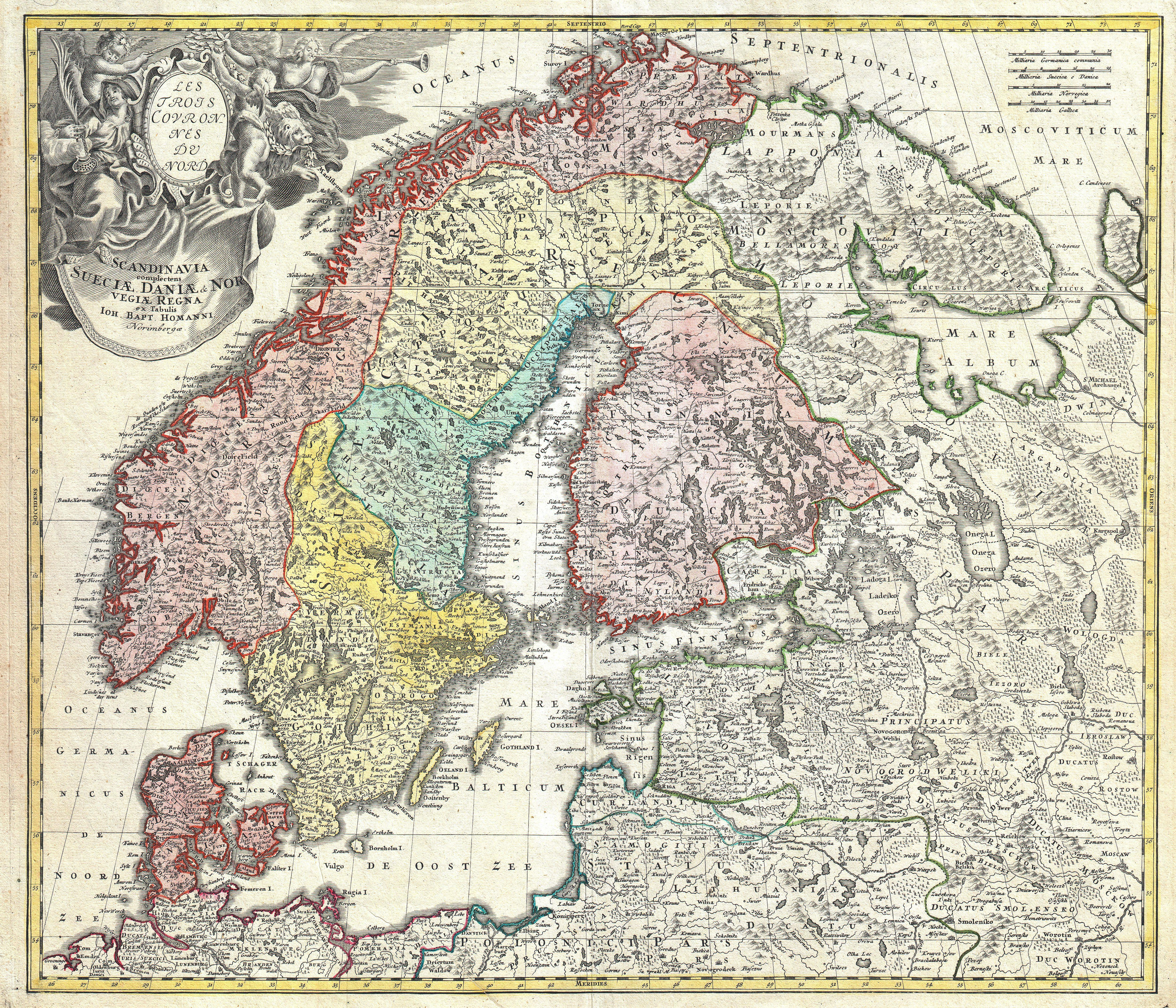
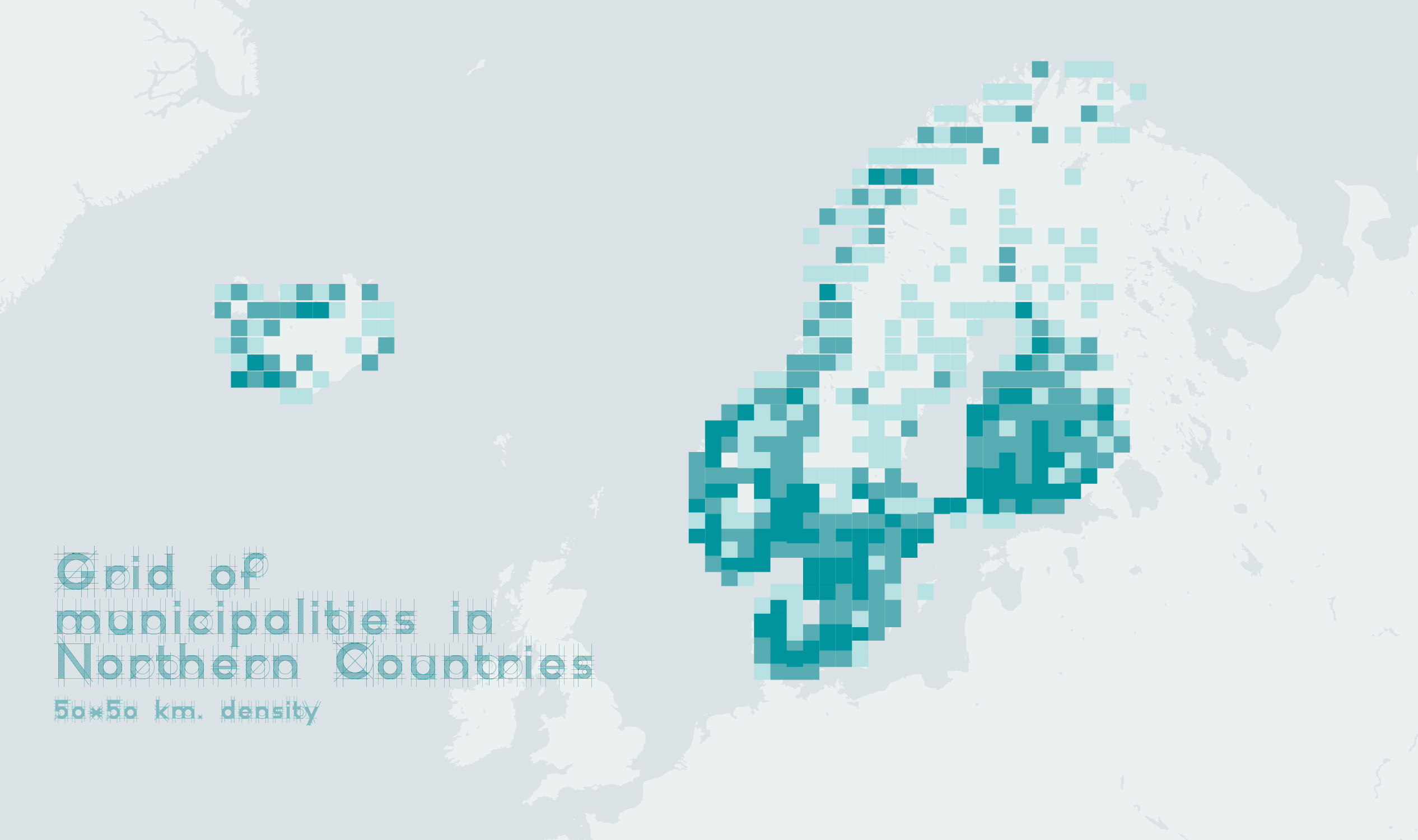
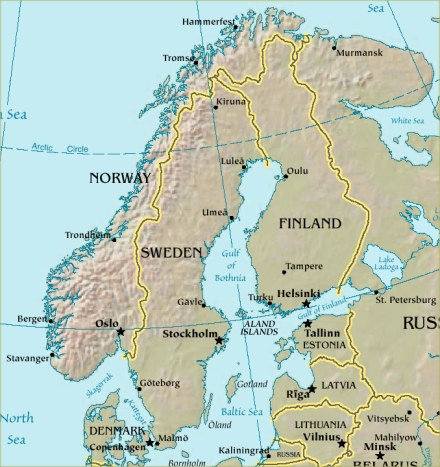
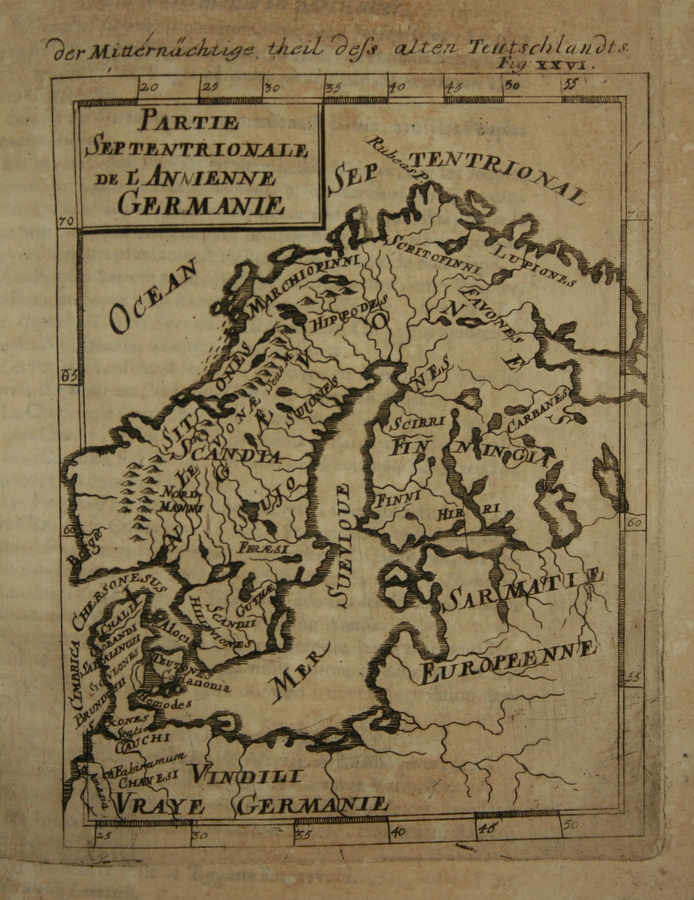